# Алоади

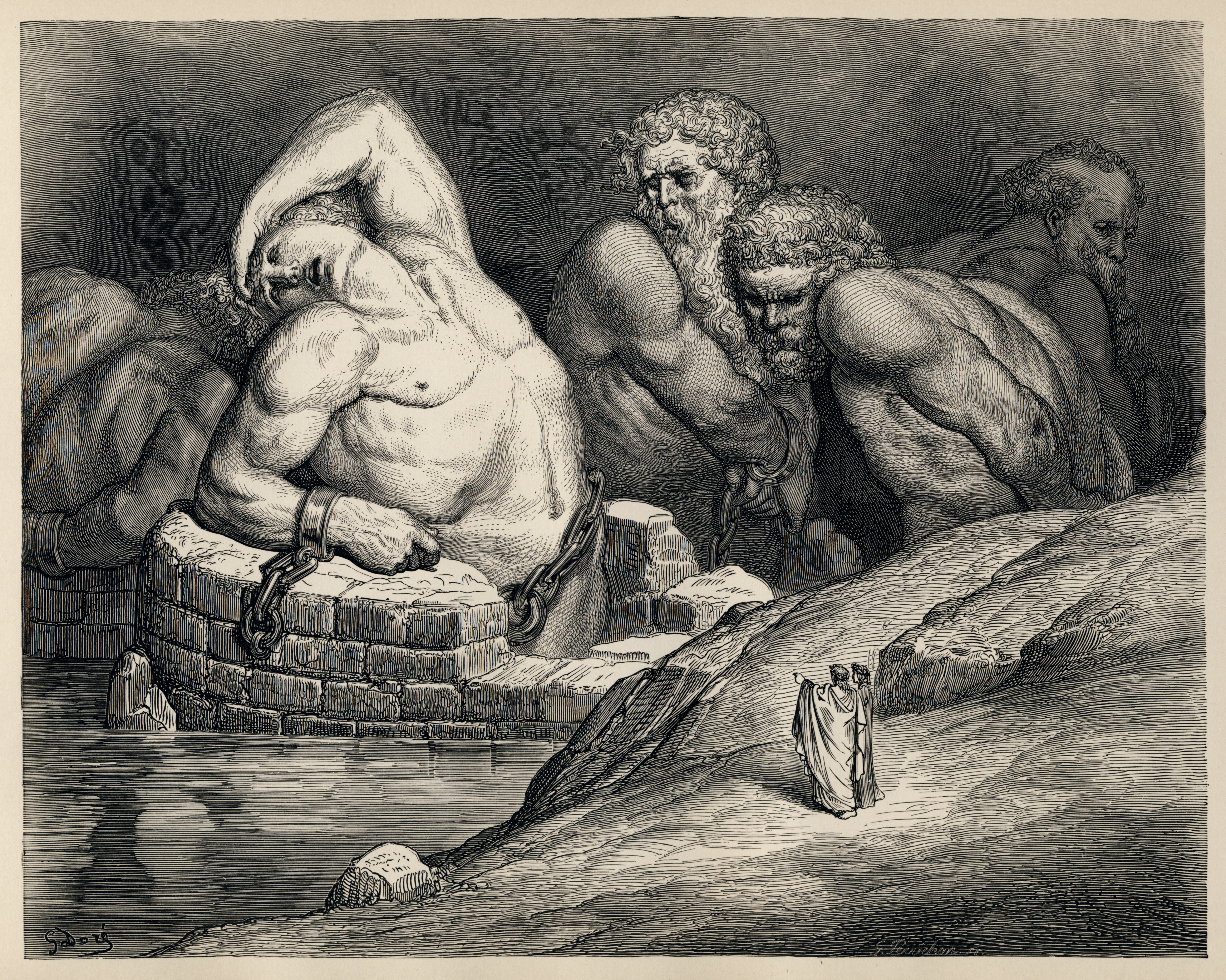
Покарання Алоадів, гравюра Гюстава Доре до "Божественної комедії" Данте

Алоади (грец. Ἀλωάδαι) — міфічні велетні брати-близнюки От і Ефіальт, сини Іфімедії й Посейдона (варіант: сини Алоея, онуки Посейдона), вирізнялися незвичайною силою. Перша згадка про них міститься в "Іліаді" Гомера, де розповідається про те, що вони помістили бога війни Ареса у бочку та тримали в полоні більше року.

## Алоади в  міфах
От і Ефіальт гордилися своєю силою та вважали себе сильнішими за богів. Брати схопили Ареса і тринадцять місяців тримали в мідній посудині у будинку своєї прийомної матері Еребії (Іфімедія доти померла), поки його не визволив Гермес. У дев’ятирічному віці Алоади намагалися побороти богів та поклялися водами ріки Стікс виконати це. 
За Аполлодором, От і Ефіальт хотіли дістатися до неба і домогтися Гери й Артеміди, для чого думали навалити на Олімп гору Оссу, а на Оссу — Пеліон. Артеміда влаштувала Алоадам пастку. Вона назначила обом зустріч на острові Наксос. Ті посварилися між собою і загинули, пронизавши один одного списами, якими намагалися влучити в Артеміду, що пробігала повз них у вигляді лані.
За Гігіном лань послав Аполлон, після чого поцілив у велетнів стрілами. Гермес визволив Ареса з дому Еребії, а брати за свою зухвалість після смерті були суворо покарані. В Аїді їх прикували до колони, де у вуха Алоадів вічно кричала сова, а зверху на колоні сиділа німфа Стікс, нагадуючи про невиконану клятву. Інші версії міфу розповідають про заснування Алоадами беотійських міст Аскра та Гелікона, про створення ними культу муз.
На острові Наксос існував культ братів. Вважається, що у міфі про Алоадів відбито боротьбу олімпійської релігії зі стародавніми культами.

## Походження. Ранні роки
Існує багато версій щодо походження Алоад. Згідно з найбільш поширеними, брати-близнюки От і Ефальт, були синами або онуками бога морів Посейдона. В "Іліаді" Гомера вони є синами Алоея, на момент бунту їхня матір померла, а мачухою названа Ерібея. Згідно з "Одіссеєю" Гомера, Гесіодом, Овідієм, Псевдо-Аполлодором, Першим Ватиканським міфографом, брати - сини Посейдона та жінки Алоея Іфімедії. Ератосфен назвав їх "землеродними", а їх імена пов’язував виключно з тим, що братів виховала дружина Алоея.
В античних джерелах існують міфи, в яких розповідається про обставини народження міфічних велетнів братів-близнюків. За версією Псевдо-Аполлодора, Іфімедія закохалась в Посейдона. Кожного дня вона приходила до моря та лила воду на груди, аж поки Посейдон не зійшовся з нею. Овідій пише про те, що в дружини Алоея Іфімедії був коханець Еніпей. Посейдон набув образу Еніпея та зійшовся з Іфімедією.
Алоади росли надзвичайними темпами: кожного року на лікоть в ширину та сажень у висоту. Коли їм виповнилось 9 років, вони досягли такої сили та розмірів, що змогли кинути виклик богам.

## Бунт проти богів. Смерть
Алоади взяли в полон бога війни Ареса, закували в ланцюги та помістили до мідної бочки, де він знаходився 13 місяців. Згідно з схоліями до "Іліади", Арес розлютив братів тим, що вбив Адоніса під час полювання. Мачуха братів Ерібея повідомила Гермесу де знаходиться Арес. Вісник зумів викрасти тв звільнити свого брата з полону. Існує версія, що бочка, в якій знаходився Арес - сузір’я Чаші на зоряному небі.
У віці 9 років Алоди вважали себе настільки могутніми, що спромоглись кинути виклик богам. Ефіальт посватавсядо Гери, а От до Артеміди. Для того, щоб боротися з верховним богом Зевсом, видерлись на гору Осса та погрожували, що дістануться до неба та засиплять горами море, а з моря зроблять сушу та навпаки.
Існує декілька варіацій міфу про смерть братів-велетнів. Згідно з першою, вбиті блискавками Зевса або стрілами Аполлона; згідно з іншої - вбили один одного самостійно коли Артеміда перетворилась на оленя та пробігла між братами. Бажаючи влучити в тварину, От та Ефіальт влучили один в одного. 
В підземному царстві їх прив’язали до стовпа зміями, а лицем в протилежні сторони. Між ними знаходиться сова, яка мучить їх своїми криками.

## Інші міфи
Алоади першими принесли жертви музам, встановивши, що гора Гелікон буде їхнім священним місцем. Діодор Сицилійський в "Історичній бібліотеці" описує місцевий міф з острова Наксос. Фракійці викрали фесалійських жінок, в тому числі матір братів Іфімедію, та відвезли на острів. От та Ефіальт, очоливши військо, припливли на острів та перемогли фракійців. Місцеві жителі почали величати братів як героїв.

## Культ та тлумачення міфу
Вважали, що Алоади були засновниками своїх міст Аскри в Беотії та Алоіону у Фессалії. В античних джерелах містяться накази щодо їх вшанування на островах Наксос, Крит.
В міфах про Алоадів є пережитки міфології Давної Еллади до сформування культу олімпійських богів. Алоадів вважають персоніфікацією сільського господарства, землеробства. Алоей та Алоади - робітники, які молотять, колотять та топчуть зерно. Фантазія древніх греків під час формування культу олімпійських богів перетворила їх у сильних велетнів, які своєю нахабністю не побоялись виступити проти богів, за що й були покарані. Згідно з іншими припущеннями, що зроблені на основі міфів, описані у Діодора Сицилійського, їх вважають образом фракійців, що засновують колонії.

## В мистецтві
В "Божественній комедії" Данте Ефіальт описаний серед чотирьох гігантів, що були поміщені в колодязь, який розділяє восьме та дев’яте коло пекла.
"Ми подались ліворуч в дальшу путь
Й побачили за постріл арбалета
Гіганта, що його долала лють.
Хто дужчий поборов цього атлета,
Не знаю, - знов, щоб не чинив наруг,
Рука та - на живіт, ця - вздовж скелета,
І велетенське тіло все навкруг,
У нього відбираючи свободу,
Аж п'ять разів обвив тяжкий ланцюг.
«Гордій вважав, що ствердить зверхність роду,
Як на Юпітера він зазіхне, -
Сказав мій вождь, - от має й нагороду.
Це Ефіальт - він витворяв страшне,
Коли богам гігант був страховитий,

А нині й пальцем не поворухне!»
Алоади згадуються в "Марці Афіни" Ріка Ріордана, де Алоади поміщають Ніко де Анджело, одного з головних героїв у бронзовий кувшин, де він повільно помирає через нестачу кисню, їжі та води. Переможені Джейсоном Грейсом, Персі Джексоном та Бахусом.